# 39/Smooth
A 39/Smooth a Green Day  amerikai punk rock együttes debütáló nagylemeze. 1990. július 1-jén jelent meg a Lookout! Records kiadásában.

## Számok
1. At the Library – 2:28
2. Don't Leave Me – 2:39
3. I Was There – 3:36
4. Disappearing Boy – 2:52
5. Green Day – 3:29
6. Going to Pasalacqua – 3:30
7. 16 – 3:24
8. Road to Acceptance – 3:35
9. Rest – 3:05
10. The Judge's Daughter – 2:34

## Tagok
- Billie Joe Armstrong – gitár, ének
- Mike Dirnt – basszusgitár, vokál
- Al Sobrante – dob